# كارمين ماورو
كارمين ماورو (بالإنجليزية: Carmen Mauro)‏ هو لاعب كرة قاعدة أمريكي، ولد في 10 نوفمبر 1926 في سانت بول في الولايات المتحدة، وتوفي في 19 ديسمبر 2003 في Carmichael, California ‏ في الولايات المتحدة.

## وصلات خارجية
- كارمين ماورو على موقعبيزبول رفرنس.كوم (الدوري الرئيسي) (الإنجليزية)
- كارمين ماورو على موقعبيزبول رفرنس.كوم (الدوري الثانوي) (الإنجليزية)